# Saint Marks
Saint Marks es un lugar designado por el censo ubicado en el condado de Sedgwick en el estado estadounidense de Kansas. En el censo de 2020 tenía una población de 124 habitantes y una densidad poblacional de 48,82 habitantes por km². Fue incluido como CDP en el censo de 2020. 

## Geografía
Saint Marks se encuentra ubicado en las coordenadas 37°44′09″N 97°33′44″O / 37.73583, -97.56222. Según la Oficina del Censo de los Estados Unidos,  tiene una superficie total de 2,54 km², de la cual 2,53 km² corresponden a tierra firme y 0,01 km² a agua.